# Peřimov
Peřimov je obec v okrese Semily v Libereckém kraji. Žije zde 283 obyvatel. Obcí protéká potok Olšina, který se na jejím dolním konci vlévá zleva do řeky Jizery.

## Historie
První písemná zmínka o obci pochází z roku 1654.

## Obyvatelstvo
| Rok            | 1869 | 1880 | 1890 | 1900 | 1910 | 1921 | 1930 | 1950 | 1961 | 1970 | 1980 | 1991 | 2001 | 2011 | 2021 |
| -------------- | ---- | ---- | ---- | ---- | ---- | ---- | ---- | ---- | ---- | ---- | ---- | ---- | ---- | ---- | ---- |
| Počet obyvatel | 794  | 781  | 788  | 817  | 683  | 656  | 575  | 369  | 327  | 281  | 262  | 222  | 202  | 228  | 272  |
| Počet domů     | 120  | 127  | 118  | 117  | 116  | 117  | 116  | 117  | 105  | 95   | 75   | 115  | 118  | 128  | 143  |

## Obecní správa

### Obecní symboly
Znak a vlajka byly obci uděleny rozhodnutím předsedy Poslanecké sněmovny Parlamentu České republiky dne 19. ledna 2007.

## Pamětihodnosti
- Silniční most přes Jizeru z roku 1912, jeden z prvních železobetonových mostů v Česku (kulturní a technická památka)
- Krucifix
- Vodní mlýn
- Národní přírodní památka Strážník, naleziště melafyru a hvězdovce, unikátní formy křemene
- Hrušeň v Peřimově, památný strom na severozápadním úbočí vrchu Strážník (50°36′46,4″ s. š., 15°25′54,9″ v. d.). Stylizovaná hrušeň figuruje na symbolech obce.